# William Gladstone Steel
Pour les articles homonymes, voir Steel.
William Gladstone Steel (né le 7 septembre 1854 à Stafford, Ohio et mort le 21 octobre 1934 à Medford, Oregon) est un journaliste américain connu pour avoir fait campagne pendant 17 ans pour que le Congrès des États-Unis désigne Crater Lake comme parc national. Steel est originaire de l'Ohio et a travaillé dans le secteur de la presse avant de devenir facteur. 

## Jeunesse
William Steel est né le 7 septembre 1854 à Stafford, Ohio, fils d'Elizabeth Lawrie et de William Steel, abolitionnistes écossais, actifs dans le chemin de fer clandestin. Le frère de Steel, George A. Steel, est devenu trésorier de l'État de l'Oregon. Sa sœur, Jane, a fréquenté la St. Mary's School de Medford dans l'Oregon.
Le 25 mars 1868, la famille Steel déménage de Pittsburgh, en Pennsylvanie, pour s'installer dans une ferme près d'Oswego au Kansas. Alors qu'il est écolier au Kansas, en mai 1870, Steel lit un article dans le journal enveloppant son déjeuner sur la découverte de Crater Lake, un lac de cratère dans la caldeira du volcan Mazama.

## Crater Lake
Steel visite Crater Lake pour la première fois en 1885, voyageant par chemin de fer, puis en diligence jusqu'à Fort Klamath. Il a ensuite marché durant 32 km, parvenant au lac le 15 août 1885. Steel publie un article décrivant ses réactions lorsqu'il a vu le lac pour la première fois dans le numéro de mars 1886 du magazine West Shore,. 
Steel était membre du Portland Alpine Club, le premier club alpin de l'Ouest, puis a aidé à fonder Mazamas après la fermeture du Portland Alpine Club.  

### Promotion du parc national
Steel a guidé des personnes influentes dans la région de Crater Lake, menant des randonnées dans la nature et donnant des conférences sur le feu de camp sur la géographie, les plantes et les animaux du lac, un peu comme un Park Ranger d'interprétation contemporaine. Steel a fait connaître Crater Lake en accueillant la convention de Mazamas et la tournée d'escalade en 1896. Des centaines de personnes, y compris des politiciens, des scientifiques et des alpinistes, ont passé trois semaines dans la région. À la fin de la convention, des feux d'artifice ont été allumés sur l'île Wizard, et le groupe a cérémonieusement baptisé le volcan qui se trouvait jadis là où se trouve le lac, que le peuple Klamath avait appelé giiwas pendant 10 000 ans, l'appelant le mont Mazama. 
Le lobbying de Steel a conduit à la désignation du parc national de Crater Lake comme sixième parc national des États-Unis. Il n'a pas été le premier surintendant du parc, mais a réussi à faire évincer le premier surintendant dans ce qu'on appelait le « Crater Lake Rumble ». Steel pensait qu'il était important de développer le lac pour amener le public au lac, notamment en vendant l'idée d'un lodge et d'une route circulaire au bord du cratère, mais il a également envisagé un ascenseur pour emmener les gens à la surface du lac et des routes autour du lac lui-même et à Wizard Island pour les voitures. Après trois ans, Steel a été démis de ses fonctions de surintendant du parc.  

## Dernières années
Steel est devenu connu comme « le juge », et le « père de Crater Lake », décrit comme une « chambre de commerce unipersonnelle ». Il a visité le parc pour la dernière fois en 1932 et est mort à Medford en 1934.  